# Meyrannes
Meyrannes település Franciaországban, Gard megyében. Lakosainak száma 783 fő (2022. január 1.). Meyrannes Bessèges, Courry, Molières-sur-Cèze, Saint-Ambroix és Saint-Brès községekkel határos.

## Népesség
A település népességének változása:
| Lakosok száma | 1167 | 756  | 860  | 853  | 840  | 840  | 825  | 794  | 791  | 783  |
|               | 1968 | 1982 | 1990 | 2006 | 2013 | 2015 | 2017 | 2019 | 2020 | 2022 |